# Ormens väg på hälleberget (film)
Ormens väg på hälleberget är en svensk film från 1986 i regi av Bo Widerberg, efter en roman med samma titel av Torgny Lindgren. Titeln är ett bibelcitat och ett talesätt.

## Handling
Filmen utspelar sig i en fattigby i Västerbotten under senare hälften av 1800-talet. Tre av kvinnorna i en familj som lever fattigt är tvungna att betala familjens ständigt ökande skulder till den lokala byhandelns ägare genom att ha samlag med honom.

## Medverkande (i urval)
| Stina Ekblad       | – Tea           |
| Stellan Skarsgård  | – Karl Orsa     |
| Reine Brynolfsson  | – Jani          |
| Pernilla Östergren | – Eva           |
| Pernilla Wahlgren  | – Johanna       |
| Tomas von Brömssen | – Jakob         |
| Ernst Günther      | – Ol Karlsa     |
| Birgitta Ulfsson   | – Mormor        |
| Nils Brandt        | – Morfar        |
| Johan Widerberg    | – Jani som barn |
| Melinda Kinnaman   | – Eva som barn  |

## Om filmen
- Stina Ekblad fick en Guldbagge 1987 för bästa kvinnliga huvudroll.
- Stellan Skarsgård om sin rollfigur: "Han är ond i den meningen att hans handlingar gör ont. Men han är ingen sadist. Det handlar mer om egennytta och ett litet perverterat ordningssinne."[källa behövs]